# 페르난다 카스티요
페르난다 카스티요(Fernanda Castillo, 1982년 3월 24일 ~ )는 멕시코의 배우이다.

## 참여 작품

### 텔레비전
- 미 데스티노 에레스 투
- 라스 비아스 델 아모르
- 라 페아 마스 베야
- 데스티란도 아모르
- 테레사 (2010년 텔레노벨라)
- 코모 디세 엘 디초
- 아모르 브래비오
- 엘 세뇨르 데 로스 시엘로스
- 라 판
- 에네미고 인티모